# María Jiménez Gallego
María Jiménez Gallego (Sevilla, Andalusia, 3 de febrer de 1950 - Sevilla, 7 de setembre de 2023), coneguda simplement com a María Jiménez, va ser una cantant i actriu andalusa que es va fer famosa pel contingut liberal de les seves lletres i actuacions. En els seus gairebé cinquanta anys de carrera va publicar dinou àlbums i va actuar en més de deu pel·lícules i sèries de televisió. Per la seva carrera artística, va rebre nombrosos premis i reconeixements, entre ells la Medalla d'Or al Mèrit en les Belles Arts i el premi Andalusia Excel·lent a la trajectòria.

## Biografia
María Jiménez Gallego va néixer en el barri de Triana, Sevilla. El seu pare era oriünd de Nerva, Huelva, i la seva mare de La Pedrosa, Cadis. María tenia ascendència calé per part del seu avi patern Baltasar i una germana menor, anomenada Isabel (1955).
María comença com a artista als tablaos flamencs sobrenomenada com La Pipa després de finalitzar la dictadura franquista. El 1968 neix la seva primera filla, María del Rocío Asunción Jiménez, del qual es desconeix la identitat del seu pare i que va morir en un accident de trànsit als setze anys en la matinada del 7 de gener de 1985.
L'1 de juny de 1980 contreu matrimoni a l'Església de Santa Ana, Sevilla, amb l'actor valencià Pepe Sancho. El 16 de febrer de 1983, neix el seu fill Alejandro. Es van separar el 1984, però es tornaren a casar el 1987. Es divorciaren definitivament el 2002.
El 18 de novembre de 2022 posava en marxa la "Fundación María Jiménez" per a la lluita contra la violència de gènere i la integració social del col·lectiu LGTBI+, fundació presidida pel seu fill.

## Trajectòria professional

### Primera etapa: 1976-1995
Va publicar el seu primer disc en 1976, amb la producció de Gonzalo Garcia-Pelayo i amb arranjaments del guitarrista Paco Cepero amb rumbas, tangos, buleries, boleros, ranxeras i balades de Silvio Rodríguez, Lolita de la Colina o Amancio Prada. A aquest li van seguir altres discos com Sensación o diverses recopilacions. María Jiménez té parentiu amb Rafael Riqueni, qui la va acompanyar com a guitarrista en les primeres gires.

### Segona etapa: 2002-2018
La seva carrera es rellança en 2002 quan va treure el disc Donde más duele (Canta por Sabina), que versiona les cançons de l'artista, amb la producció de Gonzalo Garcia-Pelayo. Aquest disc va ser un rotund èxit i va vendre més de 600.000 còpies a Espanya. També va col·laborar en 2001 en la cançó «La lista de la compra» amb el grup La cabra mecánica que va aconseguir posicionar-se entre els primers llocs dels 40 Principals.
Les seves opinions sobre la premsa rosa i la pirateria són bastanta conegudes. Ha publicat la seva biografia Calla canalla amb participació en diverses pel·lícules i sèries de televisió com Todos los hombres sois iguales.
Presentava el programa Bienaventurados, a Canal Sur Televisión. Des de setembre de 2009 fins a març de 2010 fou jurat al programa Se llama copla de la mateixa cadena, i després ho seria esporàdicament en la seva edició especial, Se llama copla: El desafío.
Participa a finals de 2011 en el videoclip del gruo Raskayú «Qué pena tener que dejar la copla pá ser cajera» fent gala del seu sentit de l'humor i les seves qualitats.
En 2018 va rebre el premi Radiolé de la cadena d'emissores del Grupo PRISA a tota la seva trajectòria.

### A partir de 2019
Després dels seriosos problemes de salut que va patir el 2019, el mitjans van celebrar la seva reaparició intervenint en un disc, "Qué Felicidad La Mía", que el desembre d'aquell any va treure Miguel Poveda amb tres temes pertanyents a la discografia de María.
L'octubre del 2020 va presentar "La vida a mi manera", el seu nou treball d'estudi després de 18 anys sense gravar un disc propi. En el projecte l'acompanyaven la guitarra de Raimundo Amador i les veus de Pitingo i de Miguel Poveda L'agost anterior havia participat, acompanyada de diverses figures que van cantar amb ella, en el festival Starlite de Marbella, en un retorn als escenaris també després de quasi dues dècades, si bé va haver de romandre asseguda tota l'estona.

## Salut
En febrer de 2013, als 63 anys, va ser diagnosticada amb un càncer de mama en estat primari. Va ser operada al juny d'aquest mateix any per a extirpar-li un tumor i va començar un tractament de quimioteràpia i radioteràpia. Després de tres anys de lluita, el 2016 va anunciar que estava totalment curada.
El 2 de maig de 2019 va ser ingressada d'urgència a l'Hospital San Rafael de Cadis per ser operada per un problema a l'aparell digestiu, es van presentar complicacions però, el 28 de maig, la família la va poder traslladar a l'hospital Virgen del Rocío de Sevilla, on, un cop recuperada, va rebre l'alta a mitjans de juliol.
Va morir la matinada del 7 de setembre de 2023 a l'hospital Infanta Luisa de Triana, el barri sevillà on havia nascut. Allà havia ingressat un parell de dies abans quan persones properes, que no la van veure bé, la van portar des de Chiclana, on residia feia anys, per a una revisió. La notícia de la mort la feia pública el seu fill Alejandro Jiménez amb un comunicat enviat a l'agència Europa Press.

## Discografia
- 1975: María La Pipa
- 1976: María Jiménez
- 1978: Se acabó, de José Ruiz Venegas[21]
- 1979: Resurrección de la alegría
- 1980: Sensación
- 1981: De distinto modo
- 1982: Frente al amor
- 1983: Por primera vez
- 1984: Voy a darte una canción
- 1986: Seguir viviendo
- 1987: Alma salvaje
- 1988: Rocíos
- 1993: Átame a tu cuerpo
- 1995: Eres como eres
- 2002: Donde más duele (canta por Sabina)
- 2003: De María... a María con sus dolores!
- 2005: Canta José Alfredo Jiménez
- 2006: Bienaventurados
- 2019: 'Nuevo disco estas navidades'

## Filmografia
Manuela
- Any: 1976
- Direcció: Gonzalo García Pelayo

Perdoname amor
- Any: 1982
- Direcció: Luis Gómez Valdivieso

La vida siempre es corta (curtmetratge)
- Any: 1994
- Direcció: Miguel Albaladejo

Hostal Royal Manzanares (sèrie)
- Any: 1996
- Direcció: Sebastián Junyent

Todos los hombres sois iguales (sèrie)
- Any: 1997
- Direcció: Jesús Font

¡Ja me maaten...!
- Any: 2000
- Direcció: Juan Antonio Muñoz

Yo puta
- Any: 2004
- Direcció: María Lidón

Amar en tiempos revueltos (sèrie)
- Año: 2006
- Direcció: Lluís Maria Güell i Orestes Lara

Los mánagers
- Any: 2006
- Direcció: Fernando Guillén Cuervo